# Ali Al Haj
Ali Jamal Al Haj (in arabo علي جمال الحاج‎?; Beirut, 2 febbraio 2001) è un calciatore libanese, centrocampista dell'Ahed e della nazionale libanese.

## Carriera

### Club
Ha giocato nella prima divisione libanese.

### Nazionale
Nel 2024 è stato convocato per la Coppa d'Asia.

## Statistiche

### Cronologia presenze e reti in nazionale
| Cronologia completa delle presenze e delle reti in nazionale ― Libano | Cronologia completa delle presenze e delle reti in nazionale ― Libano | Cronologia completa delle presenze e delle reti in nazionale ― Libano | Cronologia completa delle presenze e delle reti in nazionale ― Libano | Cronologia completa delle presenze e delle reti in nazionale ― Libano | Cronologia completa delle presenze e delle reti in nazionale ― Libano | Cronologia completa delle presenze e delle reti in nazionale ― Libano | Cronologia completa delle presenze e delle reti in nazionale ― Libano |
| Data                                                                  | Città                                                                 | In casa                                                               | Risultato                                                             | Ospiti                                                                | Competizione                                                          | Reti                                                                  | Note                                                                  |
| --------------------------------------------------------------------- | --------------------------------------------------------------------- | --------------------------------------------------------------------- | --------------------------------------------------------------------- | --------------------------------------------------------------------- | --------------------------------------------------------------------- | --------------------------------------------------------------------- | --------------------------------------------------------------------- |
| 30-12-2022                                                            | Dubai                                                                 | Emirati Arabi Uniti                                                   | 1 – 0                                                                 | Libano                                                                | Amichevole                                                            | -                                                                     | 26’ 81’                                                               |
| 27-3-2023                                                             | Mascate                                                               | Oman                                                                  | 2 – 0                                                                 | Libano                                                                | Amichevole                                                            | -                                                                     | 59’                                                                   |
| 12-6-2023                                                             | Bhubaneswar                                                           | Mongolia                                                              | 0 – 0                                                                 | Libano                                                                | Coppa Intercontinentale 2023 - 1º turno                               | -                                                                     | 85’                                                                   |
| 18-6-2023                                                             | Bhubaneswar                                                           | India                                                                 | 2 – 0                                                                 | Libano                                                                | Coppa Intercontinentale 2023 - Finale                                 | -                                                                     | 55’                                                                   |
| 22-6-2023                                                             | Bangalore                                                             | Libano                                                                | 2 – 0                                                                 | Bangladesh                                                            | SAFF Championship 2023 - 1º turno                                     | -                                                                     | 45’                                                                   |
| 25-6-2023                                                             | Bangalore                                                             | Bhutan                                                                | 1 – 4                                                                 | Libano                                                                | SAFF Championship 2023 - 1º turno                                     | 1                                                                     | 77’                                                                   |
| 28-6-2023                                                             | Bangalore                                                             | Libano                                                                | 1 – 0                                                                 | Maldive                                                               | SAFF Championship 2023 - 1º turno                                     | -                                                                     | 61’                                                                   |
| 10-9-2023                                                             | Chiang Mai                                                            | Libano                                                                | 1 – 0                                                                 | India                                                                 | King's Cup 2023 - Finale 3º posto                                     | -                                                                     | 72’                                                                   |
| 12-10-2023                                                            | Podgorica                                                             | Montenegro                                                            | 3 – 2                                                                 | Libano                                                                | Amichevole                                                            | -                                                                     | 61’                                                                   |
| 16-11-2023                                                            | Sharjah                                                               | Libano                                                                | 0 – 0                                                                 | Palestina                                                             | Qual. Mondiali 2026                                                   | -                                                                     | 63’                                                                   |
| 21-11-2023                                                            | Dacca                                                                 | Bangladesh                                                            | 1 – 1                                                                 | Libano                                                                | Qual. Mondiali 2026                                                   | -                                                                     | 75’                                                                   |
| Totale                                                                |                                                                       | Presenze                                                              | 11                                                                    |                                                                       | Reti                                                                  | 1                                                                     |                                                                       |

## Palmarès

### Club

#### Competizioni nazionali
- Coppa d'Élite libanese: 2

Nejmeh: 2018
Ahed: 2022
- Campionato libanese: 2

Ahed: 2021-2022, 2022-2023
- Coppa della Federazione libanese: 1

Ahed: 2023